# Исаев, Константин Фёдорович
Константин Фёдорович Иса́ев (1907—1977) — советский киносценарист, драматург. Лауреат двух Сталинских премий (1948, 1951).

## Биография
К. Ф. Исаев родился 2 (15) января 1907 года в Одессе. В 1930 году окончил четыре курса судостроительного факультета. В кино дебютировал в 1935 году.
В 1962—1964 годах совместно с А. Н. Коварским руководил сценарной мастерской на Высших курсах сценаристов и режиссёров.

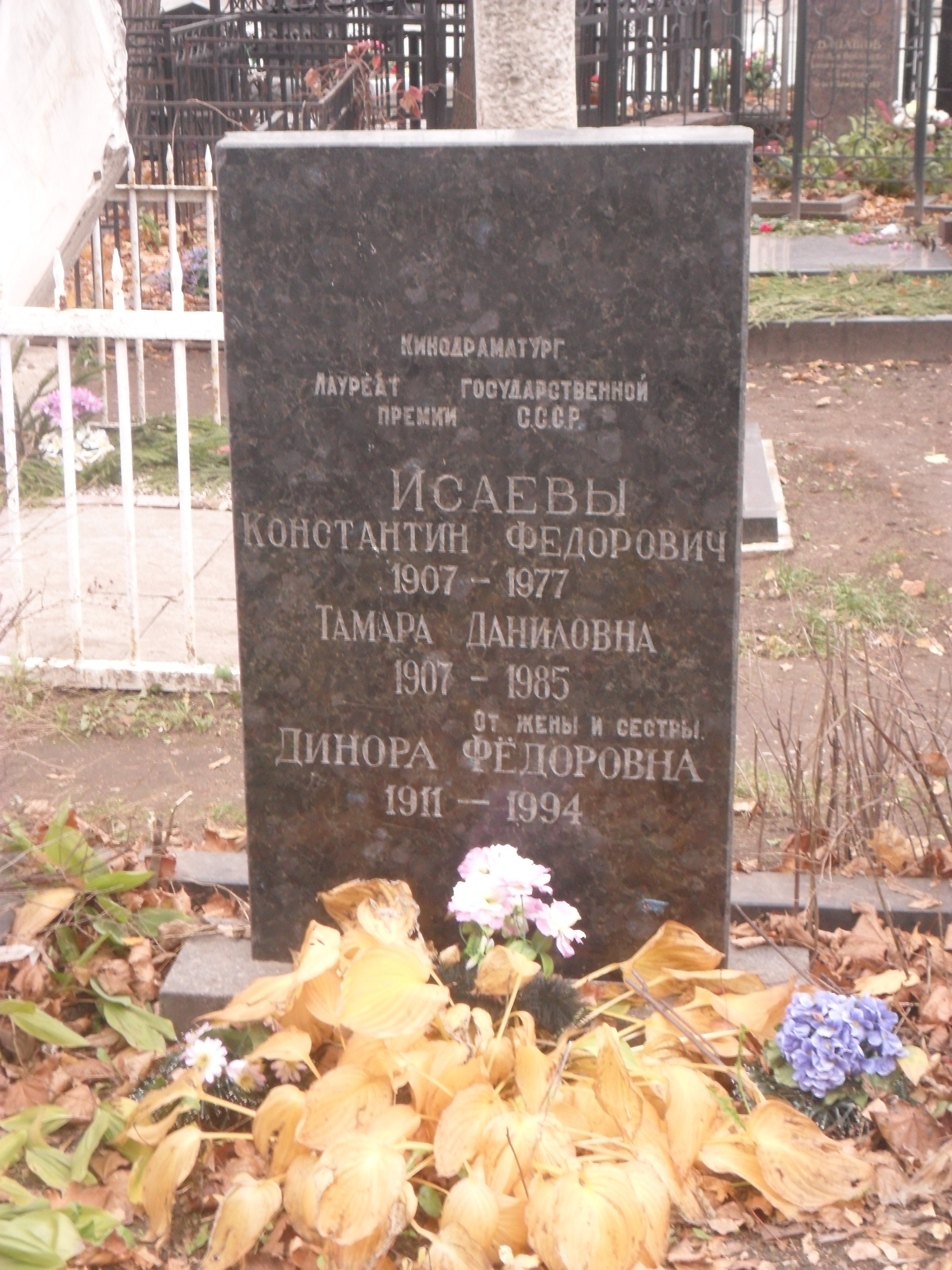
Могила Исаева на Ваганьковском кладбище.

## Смерть
К. Ф. Исаев умер 9 января 1977 года. Похоронен в Москве на Ваганьковском кладбище (1 уч.).

## Фильмография
- 1934 — Большая игра
- 1936 — Застава у Чёртова брода (также и режиссёр (с М. Л. Билинским)
- 1937 — Вот какой рассеянный (к/м)
- 1940 — Семнадцатилетние (с Ю. Ю. Шовкоплясом и М. Юдиным)
- 1942 — Боевой киносборник № 10 (с Борисом Петкером и Георгием Рублёвым)
- 1947 — Подвиг разведчика (с М. Б. Маклярским и М. Ю. Блейманом)
- 1947 — Возвращение с победой (с М. Ю. Блейманом)
- 1950 — Секретная миссия (с М. Б. Маклярским)
- 1952 — Садко и Майская ночь, или Утопленница
- 1954 — Верные друзья (с А. А. Галичем)
- 1955 — Неоконченная повесть
- 1956 — Павел Корчагин
- 1958 — День первый
- 1960 — Осторожно, бабушка! и На пороге бури
- 1965 — Чрезвычайное поручение
- 1966 — Игра без ничьей
- 1967 — Первый курьер
- 1969 — Неподсуден
- 1970 — Вас вызывает Таймыр (с А. А. Галичем)
- 1973—1983 — Вечный зов (5 серий; с А. С. Ивановым)
- 1974 — Северный вариант
- 1975 — Когда наступает сентябрь (с Э. Г. Кеосаяном)
- 1978 — Звезда надежды (с С. Н. Ханзадяном)

## Награды и премии
- Сталинская премия второй степени (1948) — за сценарий фильма «Подвиг разведчика» (1948).
- Сталинская премия первой степени (1951) — за сценарий фильма «Секретная миссия» (1950).